# ヴァルデマール・クメント
ヴァルデマール・クメント（ドイツ語：Waldemar Kmentt、1929年2月2日 - 2015年1月21日）はオーストリアの声楽家（テノール）。オペラ歌手。音楽教育者。ワルデマール、ヴァルデマー、ワルデマーなど表記は一定しない。 

## 生涯

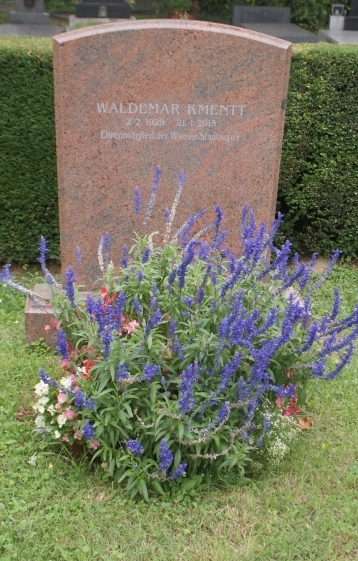
ヴァルデマール・クメントの墓

ヴァルデマール・クメントはウィーンで上流階級の家庭に生まれた。彼の母親は、画家のグレーテ・クメント＝モンタンドン。若かりし時にウィーン国立歌劇場の火災を通行人として体験している。彼は1947年に彼の同級生のエーベルハルト・ウェヒターとフリッツ・ウールと一緒に高校を卒業した。彼は元々はピアニストを目指していたが、1949年からはウィーン国立音楽アカデミーで声楽を学び、エリーザベト・ラドー、アドルフ・フォーゲル、ハンス・ドゥハンに師事した。すでに21歳のとき、彼はカール・ベームの指揮の下、ベートーヴェンの交響曲第9番のテノールパートを歌うよう招かれた。1951年からはウィーン国立歌劇場のメンバーとなり35年以上所属した。1951年6月26日、セルゲイ・プロコフィエフ『三つのオレンジへの恋』王子役でデビュー。彼はリング通りに面した国立歌劇場で、トータルで1480回の公演で79の役を演じている。1945年3月の爆撃で歌劇場の建物が破壊されたため、1955年に再開されるまでは、国立歌劇場の公演はアン・デア・ウィーン劇場またはウィーン・フォルクスオーパーを代替会場としてで行われた。彼が国立歌劇場に最後に出演したのは2005年11月25日リヒャルト・シュトラウス『ナクソス島のアリアドネ』召使いであった。   
若い時はリリック・テノールとして、 ウィーン・モーツァルトアンサンブルのメンバーとして活躍した。 彼の長いキャリアのレパートリーは、リリックなものや、若々しい英雄的なものから性格俳優的なものまで、オペラとオペレッタの役柄は80以上ある。彼はヨーロッパと日本とアメリカのすべての主要なオペラハウスで歌ってきた。彼は長年ザルツブルク音楽祭に招聘された。バイロイト音楽祭、エディンバラ・フェスティバル、エクサン・プロヴァンス音楽祭にも出演。コンサート歌手として、ヘルベルト・フォン・カラヤン、オットー・クレンペラー、カルロス・クライバー、カール・リヒター、カール・ベーム、オイゲン・ヨッフム、セルジュ・チェリビダッケ、レナード・バーンスタインとも共演した。 
1978年から1995年まで、クメントはウィーン音楽芸術私立大学のオペラスタジオを主宰し、ヴォルフガング・バンクル、マリン・ハルテリウス、メアツァト・モンタツェリなど、今日の著名な歌手を数多く輩出している。 
72歳の時、彼は『ナクソス島のアリアドネ』召使い役でメトロポリタン・オペラにデビューを果たした。その後、彼はウィーン・フォルクスオーパーの舞台で数年間性格俳優的な役を演じた。 
クメントは2015年1月21日に生地のウィーンで85歳で亡くなり、ウィーン中央墓地（グループ33G、ナンバー83）に埋葬された。

## 受賞歴
- 1962：職人の称号オーストリアの宮廷歌手[6]
- 1982：ウィーン国立歌劇場名誉団員
- 2001：オーストリア共和国功労勲章[8]
- 2002：ウィーン州功労勲章金メダル

## 日本での公演
ヴァルデマール・クメントはウィーン国立歌劇場とウィーン・フォルクスオーパーの日本公演で合計6回来日し、計46公演を行っている。
1. 1959年4月10、15日 ウィーン国立歌劇場 モーツァルト『ドン・ジョヴァンニ』ドン・オッタヴィオ フェスティバルホール
2. 1959年4月12、13日 ウィーン国立歌劇場 モーツァルト『フィガロの結婚』ドン・バジリオ フェスティバルホール
3. 1959年4月18、20、21日 ウィーン国立歌劇場 モーツァルト『フィガロの結婚』ドン・バジリオ 産経ホール
4. 1959年4月23、25、27日 ウィーン国立歌劇場 モーツァルト『ドン・ジョヴァンニ』ドン・オッタヴィオ 産経ホール
5. 1979年6月13日 ウィーン国立フォルクスオーパー ヨハン・シュトラウス2世『こうもり』アイゼンシュタイン 名古屋市民会館大ホール
6. 1979年6月16、18日 ウィーン国立フォルクスオーパー ヨハン・シュトラウス2世『こうもり』アイゼンシュタイン 大阪厚生年金会館大ホール
7. 1979年6月21、25、26、28日 ウィーン国立フォルクスオーパー ヨハン・シュトラウス2世『こうもり』アイゼンシュタイン 東京文化会館
8. 1982年6月11日 ウィーン国立フォルクスオーパー ヨハン・シュトラウス2世『こうもり』アイゼンシュタイン NHKホール
9. 1982年6月13日 ウィーン国立フォルクスオーパー ヨハン・シュトラウス2世『こうもり』アイゼンシュタイン 神奈川県民ホール大ホール
10. 1982年6月24日 ウィーン国立フォルクスオーパー ヨハン・シュトラウス2世『こうもり』アイゼンシュタイン 福岡サンパレスホール
11. 1986年3月16、24日、4月8日 ウィーン国立歌劇場 リヒャルト・シュトラウス『ばらの騎士』元帥夫人の家令 東京文化会館
12. 1986年3月29日 ウィーン国立歌劇場 リヒャルト・シュトラウス『ばらの騎士』元帥夫人の家令 名古屋市民会館
13. 1986年4月1、4日 ウィーン国立歌劇場 リヒャルト・シュトラウス『ばらの騎士』元帥夫人の家令 フェスティバルホール
14. 1986年4月6、10、12日 ウィーン国立歌劇場 ワーグナー『トリスタンとイゾルデ』牧童 NHKホール
15. 1994年10月9、13、16、19日 ウィーン国立歌劇場 ヨハン・シュトラウス2世『こうもり』ブリント博士 NHKホール
16. 1994年10月7、10、12、15、18、20日 リヒャルト・シュトラウス『ばらの騎士』ヴェルテンベルク家の家令 東京文化会館
17. 2000年10月22、25、28日 ウィーン国立歌劇場 リヒャルト・シュトラウス『ナクソス島のアリアドネ』執事長 神奈川県民ホール
18. 2000年11月1、4、7、10日 レハール『メリー・ウィドウ』ミルコ・ツェータ男爵 東京文化会館

## ディスコグラフィー・フィルモグラフィー
- モーツァルト：レクイエム カール・ベーム（指揮）、テレサ・シュティヒ＝ランダル、イラ・マラニウク、ヴァルデマール・クメント、クルト・ベーメ、ウィーン国立歌劇場合唱団、ウィーン交響楽団
- モーツァルト：戴冠ミサ曲 イシュトヴァン・ケルテス（指揮）、エディット・ガブリー、ヒルデ・レッスル＝マイダン、ヴァルデマール・クメント、オットー・ヴィーナー、ウィーン楽友協会合唱団、ウィーン交響楽団
- ベートーヴェン：交響曲第9番 エーゼ・ノルドモ＝レフベイ、クリスタ・ルートヴィヒ、ワルデマール・クメント、フィルハーモニア合唱団、オットー・クレンペラー（指揮）、フィルハーモニア管弦楽団

- ベートーヴェン：交響曲第9番 マリア・シュターダー、カタリナ・マルティ、ワルデマール・クメント、ハインツ・レーフス、カール・シューリヒト（指揮）、フランス国立放送局管弦楽団、フランス国立放送局合唱団
- ベートーヴェン：交響曲第9番『合唱』ヘルベルト・フォン・カラヤン（指揮）、リーザ・デラ・カーザ、ヒルデ・レッスル=マイダン、ヴァルデマール・クメント、オットー・エーデルマン、ウィーン楽友協会合唱団、ウィーン交響楽団 1955年録音 ORFEO

- ベートーヴェン：交響曲第9番『合唱』ヘルベルト・フォン・カラヤン（指揮）、グンドゥラ・ヤノヴィッツ、ヒリデガルト・レッセル=マイダン、ヴァルデマール・クメント、ヴァルター・ベリー、ウィーン楽友協会合唱団、ベルリン・フィルハーモニー管弦楽団 1962年録音 DG
- ベートーヴェン：交響曲第9番 オーセ・ノルドモ・レーブベリ、クリスタ・ルートヴィヒ、ワルデマール・クメント、ハンス・ホッター、オットー・クレンペラー（指揮）、フィルハーモニア合唱団、フィルハーモニア管弦楽団
- ハイドン：天地創造 オイゲン・ヨッフム（指揮）、アグネス・ギーベル、マルガレーテ・シャリッツァー、ワルデマール・クメント、メヒティルド・フォン・クリース、ゴットロープ・フリック、バイエルン放送合唱団、バイエルン放送交響楽団
- バッハ：カンタータ第140番&第198番 マグダ・ラースロー、ヒルデ・レッセル＝マイダン、アルフレッド・ペル、ワルデマール・クメント、ヴィルヘルム・ヒューブナー、ハンス・カメシュ、アントン・ハイラー、ウィーン・アカデミー室内合唱団、ウィーン国立歌劇場管弦楽団
- プッチーニ：トゥーランドット エヴァ・マルトン、ホセ・カレーラス、カーティア・リッチャレッリ、ワルデマール・クメント、ロリン・マゼール（指揮）、ウィーン国立歌劇場管弦楽団
- フリードリヒ・チェルハ：オペラ『バール』 マルタ・メードル、エミリー・ローリンズ、マルガレーテ・ベンス、ヴァルデマール・クメント、指揮： クリストフ・フォン・ドホナーニ、ウィーンフィルハーモニー 、アマデオ、1981年 世界初演のライブレコーディング
- ベートーヴェン：荘厳ミサ曲 オットー・クレンペラー（指揮）、エリザベート・ゼーダーシュトレーム、マルッティ・タルヴェラ、マルガ・ヘフゲン、ワルデマール・クメント、ニュー・フィルハーモニア合唱団、ニュー・フィルハーモニア管弦楽団
- マーラー：交響曲『大地の歌』ラファエル・クーベリック（指揮） ヴァルデマール・クメント、ジャネット・ベイカー、バイエルン放送交響楽団
- マーラー：交響曲『大地の歌』カルロス・クライバー（指揮） ヴァルデマール・クメント、クリスタ・ルートヴィヒ、ウィーン・フィルハーモニー管弦楽団
- ワーグナー『ニーベルングの指環』（全曲）ワルデマール・クメント、ジョージ・ロンドン、エーベルハルト・ヴェヒター、ウィーン国立歌劇場合唱団、ヴィルヘルム・ビッツ（合唱指揮）、サー・ゲオルク・ショルティ（指揮）、ウィーン・フィルハーモニー管弦楽団
- ヨハン・シュトラウス2世『こうもり』(全曲) ウィーン国立フォルクスオーパー管弦楽団、ヴァルデマール・クメント、ロベルト・グランツァー、ダグマール・コラー、ミルヤーナ・イーロッシュ、グッジ・レヴィンガー、ウィーン国立フォルクスオーパー合唱団、メラニー・ホリデイ、オッシー・コールマン、エーリッヒ・ビンダー（指揮）
- ヨハン・シュトラウス2世『こうもり』全曲 ヒルデ・ギューデン、ワルデマ・クメント、エリカ・ケート、ヘルベルト・フォン・カラヤン（指揮）、ウィーン国立歌劇場合唱団、ウィーン・フィルハーモニー管弦楽団
- メンデルスゾーン：交響曲第2番『讃歌』ヴォルフガング・サヴァリッシュ（指揮）、ヘレン・ドーナト、ロートラウト・ハンスマン、ワルデマール・クメント、ニュー・フィルハーモニア合唱団、ヴィルヘルム・ピッツ（合唱指揮）、ニュー・フィルハーモニア管弦楽団
- エヴリディ・オペラ －究極のオペラ・ハイライト オムニバス ホセ・カレーラス、ロベルト・アラーニャ、ディートリヒ・フィッシャー＝ディースカウ、ヴァルデマール・クメント、エヴァ・マルトン、レナート・ブルゾン、イルヴァ・リガブエ、フアン・ポンス、アンドレア・ロスト、ロランド・パネライ
- DVD ベートーヴェン：交響曲第9番『合唱』指揮：ラファエル・クーベリック ソリスト：グンドゥラ・ヤノヴィッツ[ソプラノ]/ブリギッテ・ファスベンダー[アルト]/ヴァルデマール・クメント[テノール]/フランツ・クラス[バス] 演奏：バイエルン放送交響楽団&合唱団 収録：1970年12月31日、ミュンヘン ヘラクレスザール 監督：フーゴ・ケッヒ（白黒）
- DVD ヨハン・シュトラウス2世『こうもり』(1996年メルビッシュ音楽祭) ルドルフ・ビーブル指揮 出演：ペーター・エーデルマン、シルヴァーナ・ドゥスマン、ヴァルデマール・クメント、アルトゥール・シュテファノヴィチ、トーマス・リント、メルビッシュ祝祭合唱団、ブルゲンラント交響楽団 演出：エルマー・オッテンタール